# Chlorure de nitrosyle
Le chlorure de nitrosyle aussi appelé oxychlorure d'azote est un composé inorganique de la famille des oxychlorures, de formule brute NOCl. C'est un gaz jaunâtre le plus souvent rencontré comme étant un produit de la décomposition de l'eau régale (un mélange de d'acide chlorhydrique et d'acide nitrique). D'autres nitrosyles halogénés sont aussi connus, soit NOBr et NOF.

## Propriétés physico-chimiques
L'atome d'azote et l'atome d'oxygène forment une double liaison (distance = 114 pm) et un lien simple se trouve entre N et Cl (distance = 198 pm). L'angle O-N-Cl est de 113 °.

Deux formes cristallines existent avec une transition à −131 °C .

## Production et synthèse
NOCl peut être préparé par la réaction entre le dichlore (Cl2) et le monoxyde d'azote (NO). Il est également possible de la produire par réaction entre l'acide nitrosylsulfurique et l'acide chlorhydrique, produisant également de l'acide sulfurique :
HCl + NOHSO4 → NOCl + H2SO4
Il apparaît aussi lors du mélange de l'acide chlorhydrique et de l'acide nitrique :
HNO3 + 3 HCl → Cl2 + 2 H2O + NOCl
Ce mélange fut utilisé il y a fort longtemps pour dissoudre l'or. Par contre, Edmund Davy fut le premier à décrire ce gaz en 1831.

## Réactions
- NOCl réagit avec les halogénures pour leur donner le cation nitrosyle NO+.
- NOCl réagit avec l'eau pour former du HCl.
- Lorsque chauffé à plus de 100 °C, NOCl se décompose en Cl2 et NO.
- En synthèse organique, NOCl est utilisé pour se fixer aux alcènes pour éviter la formation d'α-chloro oximes[9].
- Exposé à la lumière, NOCl se dissocie en NO et en radical Cl.

## Mesures de sécurité
NOCl est extrêmement toxique et irritant pour les poumons, les yeux et la peau.